# 見系
在漢語音韻學中，見系是指喉音和牙音聲母：
- 見母
- 溪母
- 羣母
- 疑母
- 影母
- 喻母
- 曉母
- 匣母